# Vattenrutschkana

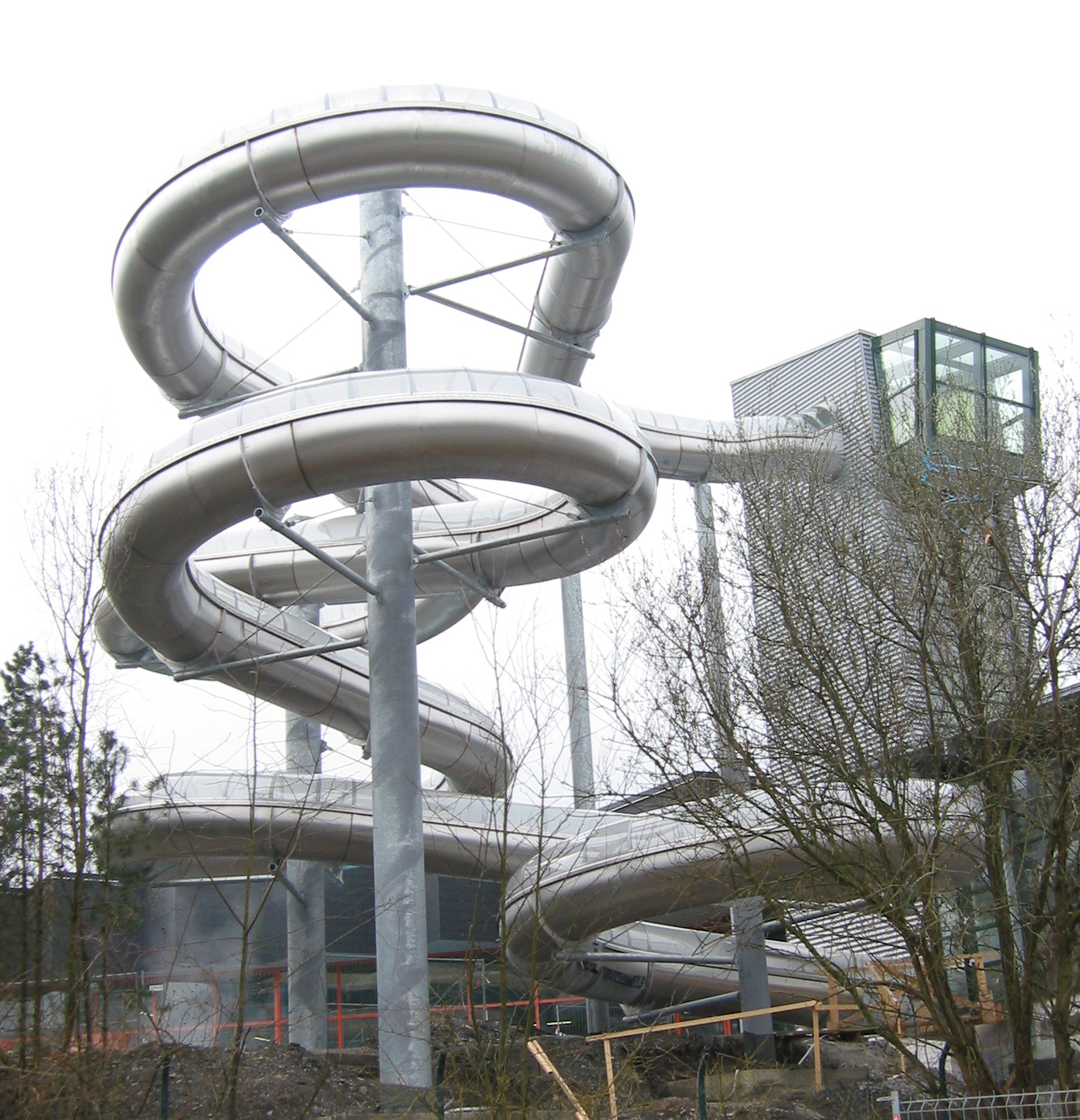
Vattenrutschkana äventyrsbadet i Willingen i Tyskland

En vattenrutschkana eller vattenrutschbana är en vanligtvis halv- eller helrörsformad rutschkana med vattenfylld botten. Den är ofta belägen i en simhall eller på ett äventyrsbad och mynnar ut i en bassäng. Vattenrutschkanor finns både inom- och utomhus och kan även ha fönster.
För att nå vattenrutschkanan måste man oftast gå uppför en trappa, och likt ett trafikljus blinkar en lampa rött och grönt med tidsintervall för att signalera när man kan åka. Det är vanligt med regler för att få åka. Till exempel är det i regel bara tillåtet att åka med fötterna först, och bara en åt gången. Vuxna tillåts dock ofta åka med småbarn i knäna.
En del vattenrutschkanor slutar i en skål istället för i bassängen. Denna typ kallas space bowl. Åkturen sker i ett slutet rör. Mot slutet blir det brantare och hastigheten ökar. Därefter åker man ut i en skål, och efter att ha åkt ett antal varv och tappat fart faller man ner i bassängen genom ett centralt placerat hål. I Sverige finns denna bantyp bland annat i Piteå, Bro, Upplands-Bro kommun, Skara sommarland, Ljungby, Holmsund och i Örebro.